# Homologie (wiskunde)
In de hogere wiskunde worden bepaalde ingewikkelde structuren, zoals topologische ruimten of variëteiten, gekarakteriseerd door er een relatief eenvoudige rij abelse groepen mee te associëren, de homologiegroepen.
In een abstractere context is een homologie een rij modulen die wordt geassocieerd met een ketencomplex over een gegeven ring {\displaystyle R}. Homologie en het duale begrip cohomologie vormen de centrale studie-objecten van de homologische algebra.

## Motiverend voorbeeld
Bij de studie van vectorvelden in de driedimensionale euclidische ruimte {\displaystyle \mathbb {R} ^{3}}, en ook bij hun toepassing in de natuurkunde (magnetisch veld, vergelijkingen van Maxwell), wordt vaak gebruikgemaakt van differentiaaloperatoren.
Zo stelt James Clerk Maxwell dat het magnetische veld divergentievrij is. Dit is de wiskundige vertaling van de vaststelling dat er in de klassieke theorie geen magnetische monopolen bestaan.
Als een vectorveld op {\displaystyle \mathbb {R} ^{3}} divergentie 0 heeft, is het de rotor van een ander vectorveld. Dit andere vectorveld noemen natuurkundigen de vectorpotentiaal. De vectorpotentiaal is slechts op een gradiënt na bepaald, want de rotor van elke gradiënt is nul. De vrijheid die dit oplevert bij de keuze van de vectorpotentiaal, heet ijkinvariantie.
We hebben dus een "ketting" van differentiaaloperatoren
grad - rot - div
met de eigenschap dat de samenstellingen "rot grad" en "div rot" nul opleveren.
Omgekeerd geldt ook: een divergentievrij veld is de rotor van een ander veld, en een rotatievrij veld is een gradiënt.
Als we in plaats van {\displaystyle \mathbb {R} ^{3}} een andere driedimensionale ruimte beschouwen, bijvoorbeeld een open deelverzameling van {\displaystyle \mathbb {R} ^{3}} of een oriënteerbare gekromde ruimte (variëteit), dan geldt nog steeds: rot grad = 0, div rot = 0. Maar het omgekeerde is niet meer waar! Een divergentievrij vectorveld is weliswaar plaatselijk te schrijven als een rotor, maar er hoeft geen globaal vectorveld op de hele variëteit te bestaan waarvan het oorspronkelijke (divergentievrije) veld de rotor is. Een rotatievrij vectorveld is plaatselijk te schrijven als een gradiënt, maar er hoeft geen globale scalaire functie op de hele variëteit te bestaan waarvan het oorspronkelijke (rotatievrije) veld de gradiënt is.
De homologie van de onderlinge topologische ruimte geeft aan, in hoeverre de reconstructie "mislukt", bijvoorbeeld hoeveel divergentievrije vectorvelden er zijn die niet globaal als een rotor kunnen geschreven worden.
De natuurlijke setting is die van een ketencomplex, ruwweg een rij vectorruimten met daartussen lineaire operatoren, zodanig dat de samenstelling van twee opeenvolgende operatoren steeds nul oplevert. De "mislukkingsgraad" wordt weergegeven door de nulruimte van de tweede operator, uit te delen naar de beeldruimte van de eerste operator.
In bovenstaand voorbeeld van magnetische velden komt het ketencomplex als volgt tot stand. Zij {\displaystyle X} de driedimensionale toestandsruimte die de vrijheidsgraden van het geladen deeltje aangeeft, bijvoorbeeld een deel van de euclidische ruimte of een oriënteerbare variëteit. De niet-triviale objecten van het ketencomplex zijn:
- {\displaystyle S}, de ruimte der onbeperkt differentieerbare reële scalaire functies op {\displaystyle X}
- {\displaystyle V}, de ruimte der onbeperkt differentieerbare vectorvelden op {\displaystyle X}
- de ruimte der constante reële functies op {\displaystyle X}, die we identificeren met de reële getallen

en het ketencomplex is
{\displaystyle 0{\stackrel {0}{\longrightarrow }}\mathbb {R} {\stackrel {\rm {const}}{\longrightarrow }}S{\stackrel {\rm {grad}}{\longrightarrow }}V{\stackrel {\rm {rot}}{\longrightarrow }}V{\stackrel {\rm {div}}{\longrightarrow }}S{\stackrel {0}{\longrightarrow }}0}
waarbij de nog niet eerder genoemde afbeelding {\displaystyle {\rm {const}}} een reëel getal afbeeldt op de constante scalaire functie die overal de gegeven reële waarde aanneemt. De gradiënt van een constante functie is 0, dus de aankomende en vertrekkende pijl in de ruimte {\displaystyle S} voldoen aan dezelfde "ketenvoorwaarde" (hun samengestelde functie is 0) als de hogergenoemde paren van differentiaaloperatoren rot grad en div rot.

## Abstracte definitie
Voor een gegeven ketencomplex van {\displaystyle R}-modulen
{\displaystyle \ldots {\stackrel {d_{n+1}}{\longrightarrow }}A_{n}{\stackrel {d_{n}}{\longrightarrow }}A_{n-1}{\stackrel {d_{n-1}}{\longrightarrow }}A_{n-2}{\stackrel {d_{n-2}}{\longrightarrow }}\ldots }
is de {\displaystyle n}-de homologie het factormoduul tussen de kern van een morfisme en het beeld van het vorige morfisme:
{\displaystyle H_{n}=\operatorname {Ker} d_{n}/\operatorname {Im} d_{n+1}}
Het feit dat de kern van elk morfisme het beeld van het vorige morfisme als deelmoduul omvat, volgt uit de definitie van een ketencomplex.
Men kan ook zeggen dat de homologie bestaat uit de cykels modulo de randen.
Als de keten exact is in een moduul {\displaystyle A_{n}}, dan zijn kern en beeld op die plaats gelijk en is de {\displaystyle n}-de homologie het triviale moduul {0}. De homologie geeft dus aan, in welke mate een ketencomplex afwijkt van exactheid.
Men spreekt ook van homologiegroep in het geval dat alle beschouwde structuren modulen over de ring der gehele getallen, en dus abelse groepen, zijn.

## Voorbeeld: singuliere homologie
De singuliere homologie van een topologische ruimte {\displaystyle X} is gebaseerd op de keten waarvan het {\displaystyle n}-de element de vrije abelse groep op de singuliere {\displaystyle n}-simplices van {\displaystyle X} is. De homomorfismen worden voortgebracht door elk {\displaystyle n}-simplex op de georiënteerde som van zijn {\displaystyle n+1} randen (simplices van orde {\displaystyle n-1}) af te beelden.
De 0-simplices van {\displaystyle X} zijn de punten van {\displaystyle X}, de 1-simplices zijn de continue paden in {\displaystyle X}. {\displaystyle H_{0}} bestaat dus uit de verschillen van telkens twee punten, modulo de verschillen van telkens twee eindpunten van een pad. Dit is de vrije abelse groep op {\displaystyle d-1} voortbrengers, waar {\displaystyle d} het aantal wegsamenhangscomponenten van {\displaystyle X} is.
De eerste singuliere homologiegroep {\displaystyle H_{1}} is de abelianisering van de fundamentaalgroep van {\displaystyle X}.

## Voorbeeld: magnetisch veld van een oneindig lange elektrische draad
Het magnetisch veld {\displaystyle B} opgewekt door een constante elektrische stroom in een oneindig lange dunne draad loopt parallel met een cirkel omheen de draad en is omgekeerd evenredig met de afstand tot de draad. Op de draad zelf is het magnetisch veld niet gedefinieerd (singulariteit). We modelleren de ruimte {\displaystyle X} van alle punten buiten de draad als de driedimensionale Euclidische ruimte met weglating van de {\displaystyle Z}-as:
{\displaystyle X=\{(x,y,z)\in \mathbb {R} ^{3}|x^{2}+y^{2}>0\}}
De drie vectorcomponenten van {\displaystyle B} zijn
{\displaystyle (B_{x},B_{y},B_{z})=\left({-\mu Iy \over 2\pi (x^{2}+y^{2})},{\mu Ix \over 2\pi (x^{2}+y^{2})},0\right)}
waar {\displaystyle \mu } de magnetische permeabiliteit van het medium is, en {\displaystyle I} de stroomsterkte.
In elk punt van {\displaystyle X} is de rotor van {\displaystyle B} gelijk aan 0. Dit kan rechtstreeks worden uitgerekend, maar het is ook een gevolg van de wet van Ampère in differentiaalvorm.
Het magnetisch veld kan plaatselijk worden uitgedrukt als de gradiënt van een scalaire functie, bijvoorbeeld {\displaystyle B={\hbox{grad }}V_{1}} met {\displaystyle V_{1}(x,y,z)={\mu I \over 2\pi }\arctan {y \over x}} voor punten waar {\displaystyle x\neq 0,} of {\displaystyle B={\hbox{grad }}V_{2}} met {\displaystyle V_{2}(x,y,z)=-{\mu I \over 2\pi }\arctan {x \over y}} voor punten waar {\displaystyle y\neq 0.} Als de stroomsterkte {\displaystyle I} verschilt van 0, bestaat er echter geen scalaire functie {\displaystyle V(x,y,z)} op heel de ruimte {\displaystyle X} die als gradiënt het vectorveld {\displaystyle B} heeft; anders zouden alle kringintegralen van {\displaystyle B} nul moeten zijn, en dit is niet het geval voor een integraal langs een cirkel omheen de draad (dit kan opnieuw rechtstreeks worden uitgerekend, of afgelezen uit de wet van Ampère in integraalvorm).
Het vectorveld {\displaystyle B} behoort tot de kern van de afbeelding {\displaystyle {\rm {rot}}}, maar niet tot het beeld van de afbeelding {\displaystyle {\rm {grad.}}} Het vertegenwoordigt dus een niet-triviale equivalentieklasse in een homologiegroep van de ruimte {\displaystyle X} die de aanwezigheid van een "obstructie" in de Euclidische ruimte verraadt, in dit geval de oneindig lange elektrische draad die eruit weggelaten is.
Men kan aantonen dat de homologie in dit voorbeeld een eendimensionale vectorruimte is, dat wil zeggen dat alle rotatievrije vectorvelden in deze ruimte {\displaystyle X} kunnen geschreven worden als de som van een gradiënt en een veelvoud van deze bijzondere {\displaystyle B.}